# 花立峠 (山形県・宮城県)
花立峠（はなだてとうげ）は、山形県最上郡最上町と宮城県大崎市を結ぶ峠である。標高796m。

## 概要
山形県道・宮城県道63号最上鬼首線が通っており、大型車通行止、冬季通行止である。山形県側の一部区間が未舗装で、断崖絶壁に切られた急坂区間も存在する悪路である。雨が降ると雨水の通り道になり、大きく様相を変える。一方の宮城県側は、狭少ながら全線舗装されており、美しい牧場の中をワインディングロードで鬼首温泉まで走り下る高原道路の趣である。
峠の頂上には数台分の駐車スペースがあり、山形県側、宮城県側双方が見渡せる。両県の県境に位置する禿岳（小鏑山）へと向かう登山道が分岐しており、禿岳山頂を経由して、リゾートパークオニコウベや前森高原に抜けることが出来る。
花立の由来は、昔、峠に大音声を出して住民を怖がらせたり、旅人に近づいて驚かす異形の山人（やまうど）が住み着いており、峠を安全に越えるために、峠越えの前に麓の祠に花を手向けたことから名づけられた。